# Conistra metria
Conistra metria là một loài bướm đêm trong họ Noctuidae.